# ماي بوتشر
ماي بوتشر (بالإنجليزية: May Butcher)‏ هي كاتِبة مالطية، ولدت في 26 أغسطس 1886، وتوفيت في 21 ديسمبر 1950.